# 美峰
株式會社美峰（日語：株式会社美峰）是一家位於日本東京都練馬區的日本動畫工作室。成立於1993年。

## 概要、沿革
美峰是日本一家以執行動畫美術背景設定與設計製作、2D和3DCG的動畫製作，還有遊戲的電腦圖學的製作及檔案加工販售為主要事業內容的動畫製作工作室。
1993年，由多位幕後的自由動畫師們在經常參與動畫美術背景製作而相識之下，於東京都練馬區從成立「美峰工作室」開始投入動畫業界。之後參加了許多部動作、科幻、黑暗奇幻類等類型的動畫、遊戲的美術背景製作相關的行列。
1997年隨著業務的擴展成立了媒體事業部。進入2000年代以後，將部分的背景作業寄托給海外東南亞的越南獨立工作室「美峰VIETNAM」（SON MY VIETNAM），以及在泰國的獨立工作室「THAI LAND」、「GAU TRUC」。
2004年，美峰總公司搬遷至練馬區高野台。2016年，現址搬遷至練馬區中村北。

## 主要提攜作品

### 電視動畫
日昇動畫
- 霸王大系龍騎士（1994年－1995年）
- 新機動戰記鋼彈W（1995年－1996年）
- 機動新世紀鋼彈X（1996年）
- 星方天使（1999年）
- The Big O（1999年－2000年、2003年）
- 沉默的未知（2001年-2002年）
- CLUSTER EDGE（2005年－2006年）
- 黑神 The Animation（2009年）

TMS Entertainment
- 魔法騎士（1994年－1995年）
- ZETMAN（2012年）
- 魯邦三世 princess of the breeze？被隱藏的空中都市？（日语：ルパン三世 princess of the breeze 〜隠された空中都市〜）（2013年）
- 英雄銀行（日语：ヒーローバンク）（2014年－2016年)
- 飆速宅男系列（2014年）
  - 飆速宅男
  - 飆速宅男 GRANDE ROAD
  - 飆速宅男 NEW GENERATION （2017年）
  - 飆速宅男 GLORY LINE（2018年）
- 爆音少女!!（2016年）

GAINAX
- 新世紀福音戰士（1995年－1996年）
- 男女蹺蹺板（共同製作：J.C.STAFF，1998年－1999年）
- 阿倍野橋魔法商店街（共同製作：MADHOUSE，2002年）
- 天元突破 紅蓮螺巖 （2007年）
- 吊帶襪天使（2010年）
- 我的主人（共同製作：SHAFT，2005年）

MADHOUSE
- 魔法使俱樂部（共同製作：TRIANGLE STAFF，1999年）
- 幻影死神（2000年）
- 企業傭兵（2006年）
- 戀曲寫真（2013年）

AIC
- 此時此刻的我（1999年－2000年）
- 幸運女神 各自的羽翼（2006年）
- 穿透幻影的太陽（2013年）

GONZO
- 驚爆危機！（2002年）
- 超重神GRAVION（2002年）
- 聖槍修女 (2003年－2004年）
- 巖窟王（2004年－2005年）

Production I.G
- 攻殼機動隊系列
  - 攻殼機動隊 STAND ALONE COMPLEX（2002年－2003年）
  - 攻殼機動隊 S.A.C. 2nd GIG（2004年－2005年）
- IGPX（2005年－2006年）
- 新勇者萊汀（日语：REIDEEN）（2007年）
- 世界毀滅 ～毀滅世界的六人～（2008年）
- 戰國BASARA系列
  - 戰國BASARA（2009年）
  - 戰國BASARA貳（2010年）
- 黑子的籃球（2012年、2013年－2014年、2015年）
- JOKER GAME（2016年）

SHAFT
- 嬉皮笑園（共同製作：GANSIS（日语：ガンジス (映像企画会社)），2005年）
- 魔法老師!?（2006年）
- ef系列
  - ef-a tale of memories.（2007年）
  - ef-a tale of melodies.（2008年）

GALLOP
- 工作狂人（2006年）
- 遊☆戲☆王VRAINS（2017年－）

OLM
- 帝托拉傳奇（2007年－2008年）
- 紙箱戰機系列
  - 紙箱戰機（2011年－2012年）
  - 紙箱戰機W（2012年）
- 妖怪手錶（2014年－ 2018年)
- 妖怪手錶 影之章（2018年－）

XEBEC
- 英雄時代（2007年）
- 今天的五年二班（2008年）
- Rio RainbowGate！（2011年）
- 變研會（2011年）
- 東京ESP（2014年）
- 蒼穹之戰神 EXODUS（2015年）
- 絕命制裁X（2015年）
- 驚爆危機！Invisible Victory（2018年）

A-1 Pictures
- PERSONA -trinity soul-（2008年）
- WORKING!!系列
  - WORKING!!（2010年）
  - WORKING'!!（2011年）
  - WORKING!!!（2015年）
- Persona4 the Golden ANIMATION（2014年）
- 調教咖啡廳（2017年）

SATELIGHT
- 超时空要塞F（2008年）
- 創聖機械天使EVOL（共同製作：8bit，2012年）

Brain's Base
- 狼與香辛料II（共同製作：Marvy Jack（日语：マーヴィージャック），2009年）
- IXION SAGA DT（2012年）

WHITE FOX
- 花冠之淚（2009年）
- 軍火女王（2012年）
- 打工吧！魔王大人（2013年）
- 超級索尼子 -SUPER SONICO THE ANIMATION-（2014年）
- 斬！赤紅之瞳（2014年）
- 傳頌之物 虛偽的假面（2015年）
- Re:從零開始的異世界生活（2016年）
- 神裝少女小纏（2016年）
- 從零開始的魔法書（2017年）

GoHands
- 公主戀人（2009年）
- 妄想學生會（2010年）
- K（2012年）

feel.
- 缘之空（2010年）
- 要聽爸爸的話！（2012年）
- 極道超女（2018年）

8bit
- IS〈Infinite Stratos〉（2011年、2013年）
- 武裝神姬（2012年）
- Walkure Romanze 少女騎士物語 （2013年）

Studio Pierrot
- 靈異E接觸（共同製作：david production，2011年）
- 龍族拼圖X（2016年－2018年）
- 龍族拼圖（2018年－）

東映動畫
- 美食獵人（2011年－2014年）
- 金田一少年之事件簿R（2014年－2015年)
- 境界觸發者（2014年－2016年）
- 數碼暴龍宇宙 應用怪獸（2016年－2017年）
- 鬼太郎 (第6作)（2018年－）

david production
- JoJo的奇妙冒險系列
  - JoJo的奇妙冒險（2012年－2013年）
  - JoJo的奇妙冒險 星塵鬥士（2014年－2015年）
  - JoJo的奇妙冒險 不滅鑽石（2016年）
  - JoJo的奇妙冒險 黃金之風（2018年－）
- 超次元戰記 戰機少女 THE ANIMATION（2013年）
- 魔物獵人物語 RIDE ON（2016年－2018年）

WIT STUDIO
- 進擊的巨人（2013年、2017年、2018年）
- 翻轉☆少女（2015年）
- 愛在雨過天晴時（2018年）

TRIGGER
- 制約之絆（2016年）
- 小魔女學園（2017年）

MAPPA
- DAYS（2016年）
- 狂賭之淵（2017年）

其它
- 女棒甲子園（總承包商：Phoenix Entertainment（日语：フェニックス・エンタテインメント），1998年）
- 人造人009 THE CYBORG SOLDIER（總承包商：Japan Vistec，2001年－2002年）
- 光劍星傳EX（總承包商：STUDIO DEEN，2001年）
- Project BLUE 地球SOS（日语：Project BLUE 地球SOS）（總承包商：A.C.G.T，2006年）
- NIGHT HEAD GENESIS（日语：NIGHT HEAD GENESIS）（總承包商：BEE MEDIA，2006年）
- 奔向地球（總承包商：南町奉行所（日语：南町奉行所 (アニメーション制作会社)）、東京Kids（日语：東京キッズ），2007年）
- 狼與辛香料（總承包商：IMAGIN（日语：イマジン (アニメ制作会社)），2008年）
- 虎子（總承包商：日本動畫公司，2008年）
- 神曲奏界 crimson S（總承包商：diomedéa，2009年）
- 魔力充電娘（總承包商：雲雀工作室，2009年）
- 超級機械人大戰OG -The Inspector-（總承包商：旭Production，2010年）
- 天魔黑兔（總承包商：ZEXCS，2011年）
- 魔王勇者（總承包商：Arms，2013年）
- 新妹魔王的契約者（總承包商：Production IMS，2015年）
- 霸穹 封神演義（總承包商：C-Station，2018年）

### OVA
- 電影少女（總承包商：Production I.G，1992年）
- 幸運女神（總承包商：AIC，1993年－1994年）
- 逮捕令（總承包商：STUDIO DEEN，1994年－1995年）
- 魔法騎士（總承包商：TMS Entertainment，1997年）
- 戰鬥妖精雪風（總承包商：GONZO，2002年）
- 飛越巔峰2（總承包商：GAINAX，2004年－2006年）
- 幻想傳奇 THE ANIMATION（總承包商：Actas，2004年－2006年）
- 新的世界（日语：アラタなるセカイ）（總承包商：MADHOUSE，2013年）
- 進擊的巨人（總承包商：WIT STUDIO，2014年）

### 電影動畫
J.C.STAFF
- 劇場版 秀逗魔導士（1995年）
- 秀逗魔導士RETURN（1996年）
- 秀逗魔導士GREAT（1997年）

GAINAX
- 新世紀福音戰士劇場版：死與新生（共同製作：Production I.G，1997年）
- 新世紀福音戰士劇場版：Air/真心為你（共同製作：Production I.G，1997年）
- 劇場版 天元突破 紅蓮螺巖：紅蓮篇／螺巌篇（2008年／2009年）

東映動畫
- 劇場版 數碼寶貝大冒險02 前篇：數碼寶貝颶風登陸!!／後篇：超絕進化!!黃金的數碼裝甲／數碼寶貝大電影旋風危機[錨點失效]（2000年）
- ONE PIECE：祭典男爵與神祕島（2005年）
- ONE PIECE THE MOVIE 喬巴身世之謎：冬季綻放、奇跡的櫻花（2008年）
- 劇場版 光之美少女 All Stars DX3：傳達到未來！連結世界☆彩虹之花！（2011年）
- 劇場版 美食獵人：美食神的超食寶（2013年）
- 樂園追放 -Expelled from Paradise-（2014年）
- 七龍珠Z：神與神（2014年）

Production I.G
- BLOOD THE LAST VAMPIRE （2000年）
- 劇場版 TSUBASA翼·年代紀：鳥籠國的公主（2005年）
- 棄寶之島：遙與魔法鏡（共同製作：富士電視台，2009年）
- 破刃之劍（共同製作：XEBEC，2010年－2011年）
  - 第一章 「覺醒之刻」（2010年5月）
  - 第二章 「訣別之路」（2010年6月）
  - 第三章 「凶刃之痕」（2010年9月）
  - 第四章 「惨禍之地」（2010年10月）
  - 第五章 「死線之涯」（2011年1月）
  - 第六章 「慟哭之砦」（2011年3月）
- 劇場版 戰國BASARA -The Last Party-（2011年）
- 劇場版 黑子的籃球 LAST GAME（2017年）
- 劇場版 純愛餐廳☆☆☆ MIRACLE6（日语：ときめきレストラン☆☆☆#劇場アニメ）（2018年）

TMS Entertainment
- 真救世主傳說 北斗神拳 拉歐傳 激鬥之章（2007年）
- 北斗神拳 拳四郎傳（2008年）
- 麵包超人：黑鼻子與魔法之歌（2010年）
- 伏 鐵砲娘的捕物帳（日语：伏 鉄砲娘の捕物帳）（2013年）
- 劇場版 飆速宅男 Re:RIDE 前篇／後篇（2014年／2015年）
- 劇場版 飆速宅男（2015年）

XEBEC
- 劇場版 MAJOR：友情的一球（2008年）
- 劇場版 宇宙戰艦大和號2199：星巡的方舟[[[Wikipedia:格式手册/链接#章節|錨點失效]]]（2014年）
- 宇宙戰艦大和號2202 愛的戰士們（2017年）
  - 第一章「嚆矢篇」（2017年）
  - 第二章「發進篇」（2017年）
  - 第三章「純愛篇」（2017年）
  - 第四章「天命篇」（2018年）
  - 第五章「煉獄篇」（2018年）

SATELIGHT
- 劇場版 超時空要塞F 前篇：虛空歌姬／後篇：戀離飛翼（2009年／共同製作：8bit，2011年）
- 超時空要塞FB7：銀河流魂 聽我唱歌吧！（2012年）

GoHands
- 殼中少女（2010年－2012年）
  - 第一部 『殼中少女 壓縮』（2010年11月）　
  - 第二部 『殼中少女 燃燒』（2011年9月）　
  - 第三部 『殼中少女 排氣』（2012年9月）

A-1 Pictures
- PERSONA3 THE MOVIE（由AIC ASTA途中轉移）
  - 「#1 Spring of Birth」（2013年）　
  - 「#2 Midsummer Knight's Dream」（2014年）
- 玻璃花與毀壞的世界（2016年）

OLM
- 妖怪手錶系列
  - 劇場版 妖怪手錶：誕生的秘密喵！（2014年）
  - 劇場版 妖怪手錶：閻魔大王與五個故事喵！（2015年）
  - 劇場版 妖怪手錶：閻魔大王與五個故事喵！（2016年）
  - 劇場版 妖怪手錶：飛天鯨魚和雙重世界的大冒險喵！（2016年）
  - 劇場版 妖怪手錶：暗影面鬼王的復活（2017年）

其它
- 劇場版 魔法陣都市2（1992年）
- 超時空要塞7：銀河在呼喚我（日语：マクロス7 銀河がオレを呼んでいる!）（總承包商：HAL FILM MAKER，1995年）
- 逮捕令 the MOVIE（總承包商：STUDIO DEEN，1999年）
- 約瑟傳說：夢境之王（總承包商：夢工廠動畫公司，2000年）[b]
- 超人力霸王迪卡：最終聖戰（總承包商：圓谷Production，2000年）
- 翡翠森林狼與羊（總承包商：Group Tac，2005年）
- 福音戰士新劇場版：序／破（總承包商：Khara，2007年／2009年）
- 劇場版 進擊的巨人 前篇：紅蓮的弓矢／後篇：自由之翼（總承包商：WIT STUDIO，2014年／2015年）
- 忍者蝙蝠俠（總承包商：神風動畫×YAMATOWORKS（日语：YAMATOWORKS））

### 遊戲
- Sogna系列（日语：VIPER (ゲーム)）[2]（1993年－2003年）
- 最终幻想VIII（1999年）
- 鐵拳5（2004年）
- 深淵傳奇（2005年）
- NAMCO x CAPCOM（2005年）
- 命運傳奇（2006年，PS2版）
- 女神異聞錄3 (2007年)
- 快打旋風Ⅳ（2008年）
- （2008年）
- 混沌之戒（2010年）
- 快打旋風 X 鐵拳（2012年）

## 腳註

## 相關人物
- 平城德浩
- 吉原俊一郎（日语：吉原俊一郎）
- 野村正信（日语：野村正信）
- 鈴木路惠
- 木下了香
- 加藤惠
- 谷岡善王（日语：谷岡善王）
- 高峯義人（日语：高峯義人）
- 釘貫彩（日语：釘貫彩）
- 青木薰
- 三戶康史
- 今野慎一
- 桐木裕美子（日语：桐本裕美子）
- 扇山秋人

## 相關項目
- 美術指導
- 日本動畫工作室列表

## 外部連結
- 株式會社美峰公式官網 （页面存档备份，存于） （日語）